# В альбом Илличевскому
«В альбом Илличевскому» — стихотворение Пушкина, написанное в Лицее.
Обращено к товарищу Пушкина Алексею Демьяновичу Илличевскому (1798—1837). Он был известен в Лицее как поэт и организатор лицейских рукописных журналов.
Датировано 31 мая 1817 г., по свидетельству В. П. Гаевского, в утраченном автографе стихотворения в альбоме А. Д. Илличевского. Эта же дата имеется в тетради Никитенка и в копии Я. К. Грота в его «извлечениях».
При жизни Пушкина не печаталось. Впервые опубликовано В. А. Жуковским в посмертном издании сочинений Пушкина, т. IX, 1841, стр. 393—394. Автограф неизвестен. Сохранились следующие копии стихотворения: 1) в тетради Ф. Ф. Матюшкина (М); 2) в «извлечениях» З. К. Грота из тетради М. Л. Яковлева — М. А. Корфа (К); 3) в тетради А. В. Никитенка; 4) в первой части тетради кн. Н. А. Долгорукова.